# Отрош (Жура)
Отрош (фр. Hauteroche) — муніципалітет у Франції, у регіоні Бургундія-Франш-Конте, департамент Жура. Отрош утворено 1 січня 2016 року шляхом злиття муніципалітетів Крансо, Гранж-сюр-Бом i Міребель. Адміністративним центром муніципалітету є Крансо. Населення — 976 осіб (01.01.2021).